# Alan Battersby

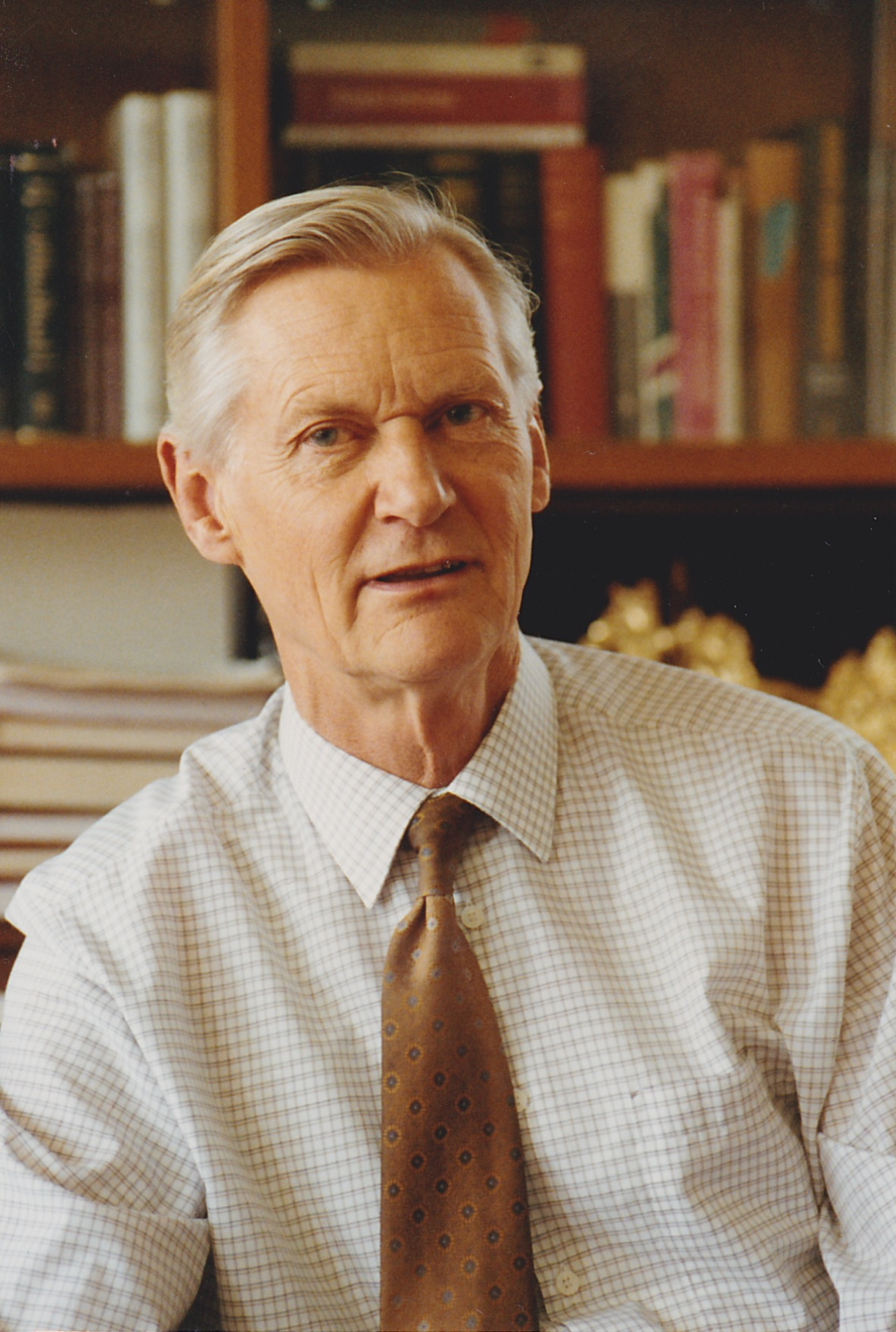
Alan Battersby, 2018

Sir Alan Rushton Battersby (* 4. März 1925 in Leigh, Großbritannien; † 10. Februar 2018) war ein britischer Chemiker.

## Leben
Battersby studierte an der University of Manchester, wo er 1943 seinen Bachelorabschluss und 1947 seinen Masterabschluss machte. 1949 wurde er an der Universität St. Andrews promoviert, wo er 1948 bis 1953 Lecturer war. Danach war er Lecturer an der Bristol University und von 1962  bis 1969 Professor an der Liverpool University. Er war seit 1969 Professor für Organische Chemie in Cambridge (St. Catherine´s College). 1992 ging er in den Ruhestand.
Battersby war bekannt für seine Arbeit an der Aufklärung der Struktur und der komplizierten biologischen Synthese von Biomolekülen wie Hämen, Chlorophyll und Vitamin B12 (Cyanocobalamin) sowie verschiedener Gruppen von Pflanzen-Alkaloiden wie den Morphinen.
Die Royal Society of Chemistry verlieh ihm 1959 die Corday-Morgan-Medaille. 2000 erhielt er den Welch Award mit Ian Scott und 1986 den Robert Robinson Award. 1989 erhielt er den Wolf-Preis in Chemie mit Duilio Arigoni für die Aufklärung der Biosynthese der „Pigmente des Lebens“ Häme, Chlorophyll und Vitamin B, die auf ähnlichen Tetrapyrrol-Strukturen beruhen. 1992 wurde er als Knight Bachelor („Sir“) geadelt.
Er war Fellow der Royal Society, deren Copley-Medaille er 2000 und deren Royal Medal er 1989 erhielt. 1978 erhielt er die Davy-Medaille, 1977 die Paul-Karrer-Medaille, 1986 den internationalen Antonio-Feltrinelli-Preis, 1987 die Adolf-Windaus-Medaille der Gesellschaft Deutscher Chemiker, 1995 den Tetrahedron-Preis und 2000 den Welch Award in Chemistry unter zahlreichen weiteren Auszeichnungen. Er war seit 1967 Mitglied der Leopoldina, 1988 wurde er in die American Academy of Arts and Sciences und 1989 in die Academia Europaea gewählt.
1962 erhielt er einen D. Sc. der Universität Bristol und 1973 einen Sc. D. der Universität Cambridge. Er war mehrfacher Ehrendoktor (Sheffield, Bristol, Liverpool, Rockefeller University, St. Andrews, Heriot-Watt University).
Er war seit 1949 verheiratet und hatte aus der Ehe zwei Söhne.